# Jesper Pettersson
Jesper Conny Pettersson, född 16 juli 1994 i Stockholm, är en svensk professionell ishockeyspelare som spelar för Djurgårdens IF i SHL. Pettersson påbörjade sin seniorkarriär säsongen 2012/13 i Linköping HC och blev vid NHL-draften 2014 vald i den sjunde rundan, som 198:e spelare totalt, av Philadelphia Flyers. Kort därefter skrev han ett treårskontrakt med Flyers och tillbringade de tre efterföljande säsongerna i Nordamerika. Han lyckades inte slå sig in i NHL och spelade istället för Philadelphias farmarlag i AHL och ECHL – Lehigh Valley Phantoms och Reading Royals.
Inför säsongen 2017/18 återvände Pettersson till SHL och spelade under fyra säsonger för Djurgårdens IF, med vilka han tog ett SM-silver 2019. I april 2021 återvände han till Linköping HC med vilka han spelade fram till och med säsongen 2023/24. Därefter spelade han en säsong med Rögle BK, innan han 2025 återvände till Djurgårdens IF.
I april 2018 debuterade Pettersson i Sveriges A-landslag. Vid ungdoms- och juniorsammanhang har han tagit två silvermedaljer med landslaget – den första vid U18-VM 2012 och den andra under JVM 2014. Som junior tog han också ett SM-guld med Linköping HC J20 säsongen 2011/12.

## Karriär

### Klubblagskarriär

#### 2010–2017: Junioråren i Linköping HC och spel i Nordamerika

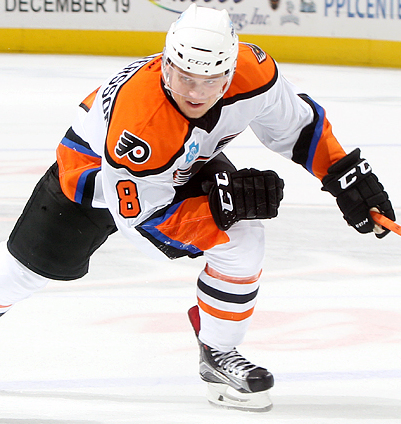
Pettersson med Lehigh Valley Phantoms 2015.

I september 2009, vid 15 års ålder, vann Petterson TV-pucken med Stockholm 1, sedan man vunnit finalmatchen Skåne med 1–0. Pettersson värvades till Linköping HC:s juniorlag från sin moderklubb Flemingsbergs IK inför säsongen 2010/11. Den efterföljande säsongen utsågs Pettersson till J18 Elits bästa back, där han på 13 grundseriematcher producerade tre mål och tre assistpoäng. Han var också lagets mest utvisade spelare med 72 utvisningsminuter. Under sin andra säsong i Linköping utsågs Pettersson till assisterande lagkapten i klubbens J20-lag. I grundserien stod Pettersson för 16 poäng på 41 matcher (3 mål, 13 assist). Han spelade sedan inte i det efterföljande SM-slutspelet där J20-laget tog sig till final. Väl där vände man ett 2–0-underläge till seger med 2–3 efter förlängning mot HV71, och Pettersson tilldelades därför ett SM-guld.
Den 8 augusti 2012 meddelades det att Pettersson skrivit på ett treårskontrakt med Linköpings seniorlag. 2012/13 debuterade han med Linköpings A-lag i SHL och gjorde sin första match med speltid den 30 oktober 2012, mot HV71. Totalt producerade han tre poäng på 14 matcher (ett mål, två assist) och gjorde sitt första mål i SHL den 22 november 2012, på Daniel Bellissimo, i en 5–2-seger mot Timrå IK. Han missade dock andra halvan av säsongen då han, under ett landslagsuppdrag, bröt armen efter en tackling av Boone Jenner. Säsongen 2013/14 var han ordinarie i Linköping och noterades för en assistpoäng på totalt 48 grundseriematcher. I det efterföljande SM-slutspelet fick Pettersson begränsat med speltid och spelade endast i tre matcher. Linköping, som hade slutat på nionde plats i grundserietabellen slog först ut Modo Hockey i play-in, och därefter Frölunda HC i kvartsfinal. I semifinalserien föll dock laget och slogs ut av Skellefteå AIK med 4–1 i matcher.
Vid NHL-draften 2014 valdes Pettersson av Philadelphia Flyers i sjunde rundan, som 198:e spelare totalt. Den 14 juli meddelades det att Pettersson lämnat Linköping och skrivit på ett treårskontrakt med Flyers. Säsongen 2014/15 tillbringade han med Flyers farmarklubb Lehigh Valley Phantoms i AHL. Pettersson gjorde AHL-debut den 11 oktober 2014 i en 5–2-seger mot Wilkes-Barre/Scranton Penguins. Den 31 januari 2015 gjorde han sitt första mål i AHL, på Matt Murray då Wilkes-Barre/Scranton Penguins besegrades med 6–2. På 51 grundseriematcher noterades Pettersson för sju poäng (två mål, fem assist).
Den efterföljande säsongen inledde Pettersson med Phantoms, men blev efter ett fåtal matcher nedflyttad till Phantoms farmarklubb Reading Royals i ECHL. Han pendlade under säsongens gång mellan de två lagen, men tillbringade mest tid med Royals. På 24 AHL-matcher stod han för ett mål och två assister, medan han på 43 matcher i ECHL noterades för 20 poäng (4 mål, 16 assist). Under sin tredje säsong i Nordamerika spelade Pettersson enbart för Royals i ECHL och producerade 24 poäng på 58 matcher (4 mål, 20 assist).

#### 2017–2024: Djurgårdens IF och återkomst till Linköping HC

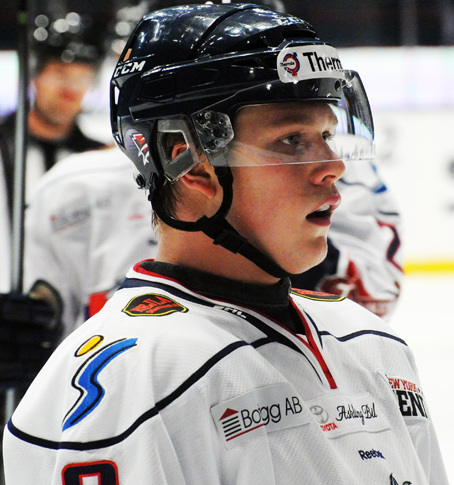
Pettersson i Linköpingströja (2013).

I början av maj 2017 meddelades det att Pettersson återvänt till Sverige för spel med Djurgårdens IF i SHL då han skrivit ett tvåårskontrakt med klubben. Han spelade samtliga matcher i grundserien och gjorde sin poängmässigt bästa säsong i SHL dittills med 13 poäng (fyra mål, nio assist). I det efterföljande SM-slutspelet gjorde han den 20 mars 2018 sitt första slutspelsmål i SHL, på Jonas Gustavsson, i en match mot Linköping HC. Efter att ha slagit ut Linköping, slogs Djurgården ut av Skellefteå AIK i semifinalserien med 4–2 i matcher. På 11 slutspelsmatcher stod Pettersson för ett mål och en assist.
Under sin andra säsong i Djurgården förlängde han sitt avtal med klubben med ytterligare två säsonger den 7 november 2018. Djurgården slutade under denna säsong på fjärde plats i grundserietabellen och tog sig sedan till SM-final, sedan man slagit ut Skellefteå AIK och Färjestad BK i SM-slutspelet. I finalen föll man dock med 4–2 i matcher mot Frölunda HC. På 19 slutspelsmatcher noterades Pettersson för åtta assistpoäng. Tillsammans med Frölundas Patrik Carlsson hade Pettersson bäst plus/minus-statistik i slutspelet (11).
Inför säsongen 2019/20 utsågs Pettersson till en av Djurgårdens assisterande lagkaptener. Under säsongens gång spelade han 45 grundseriematcher och noterades för elva assistpoäng. Djurgården slutade på sjätte plats i grundserien, men SM-slutspelet ställdes in på grund av Covid-19-pandemin. Den efterföljande säsongen var Petterssons poängmässigt bästa i SHL dittills. I Djurgården blev han tvåa bakom Bobby Nardella i backarnas poängliga med 18 poäng (7 mål, 11 assist) på 52 grundseriematcher. Laget slutade på tionde plats i grundserietabellen och slogs sedan ut i det efterföljande SM-slutspelet i play-in av Frölunda HC med 2–1 i matcher. Efter att Petterssons avtal med Djurgården löpt ut stod det den 18 april 2021 klart att han lämnat klubben.
Den 24 april 2021 bekräftades det att Pettersson återvänt till Linköping HC, med vilka han skrivit ett treårsavtal. Han utsågs som en av de assisterande kaptenerna i laget och noterades för 21 poäng på 50 grundseriematcher. Med fem gjorda mål var han lagets målfarligaste back. Han vann också Linköpings interna utvisningsliga med totalt 77 minuter (endast slagen av Leon Bristedt (78), i hela ligan). Den efterföljande säsongen sjönk Petterssons poängproduktion samtidigt som laget åter misslyckades att ta sig till SM-slutspel. På 50 grundseriematcher noterades han för åtta assistpoäng.
Säsongen 2023/24 tangerade Pettersson sitt poängrekord i grundserien från säsongen 2021/22 då han på 49 matcher noterades för 21 poäng, varav tre mål. Han inledde grundserien starkt poängmässigt och stod för 18 poäng på sina 27 första matcher, medan han på de sista 22 matcherna noterades för tre poäng. Han var också den i laget som ådrog sig flest utvisningsminuter i grundserien (68). Linköping slogs i SM-slutspelet ut av Skellefteå AIK med 4–0 i kvartsfinalserien.

#### Från 2024: Rögle BK och Djurgårdens IF
Den 15 maj 2024 bekräftades det att Pettersson lämnat Linköping och skrivit ett tvåårsavtal med seriekonkurrenten Rögle BK. Han gjorde därefter sin poängmässigt sämsta säsong sedan 2013/14. Under delar av säsongen fick Pettersson mindre istid än vanligt och på 49 grundseriematcher stod han för fem assistpoäng. Laget slutade på sjunde plats och slogs därefter ut i åttondelsfinal av Malmö Redhawks med 2–0 i matcher.
Den 24 maj 2025 stod det klart att Pettersson brutit sitt avtal med Rögle BK och istället återvänt till seriekonkurrenten Djurgårdens IF, med vilka han skrivit ett tvåårsavtal.

### Landslagskarriär

#### 2012–2014: Ungdoms- och juniorlandslag
Pettersson representerade Sverige vid U-18 VM i Tjeckien 2012. Sverige gick obesegrade fram till final, som man dock förlorade med hela 7–0 mot USA. På sex matcher stod Pettersson för ett mål och en assist.
2013 blev han uttagen till JVM i Ryssland, men missade hela turneringen då han under en träningsmatch bara dagar innan turneringens start skadades svårt när han blev överkörd av Kanadas Boone Jenner. Pettersson var även uttagen till det landslag som var med under JVM i Sverige 2014. Sverige gick återigen obesegrade fram till en final mot Finland som man, efter förlängning, förlorade med 3–2. Pettersson fick dock inte medverka i finalen då han blivit avstängd efter ett bråk som uppstått direkt efter slutsignalen i semifinalen mot Ryssland. Pettersson tilldelades senare ett silver sedan Sverige förlorat finalen mot Finland med 2–3 efter förlängning.

#### Från 2018: A-landslaget
Den 21 april 2018 gjorde Pettersson debut i A-landslaget, i en match mot Tjeckien under Carlson Hockey Games. Den 20 april 2022 gjorde Pettersson sitt första A-landslagsmål, i en 6–1-seger mot Danmark.

## Statistik

### Klubbkarriär
| 2012–13     | Linköping HC           | Elitserien  | 14  | 1  | 2  | 3   | 6   | —  | — | — | —  | —  |
| 2013–14     | Linköping HC           | SHL         | 48  | 0  | 1  | 1   | 30  | 3  | 0 | 0 | 0  | 0  |
| 2014–15     | Lehigh Valley Phantoms | AHL         | 51  | 2  | 5  | 7   | 35  | —  | — | — | —  | —  |
| 2015–16     | Lehigh Valley Phantoms | AHL         | 24  | 1  | 2  | 3   | 12  | —  | — | — | —  | —  |
| 2015–16     | Reading Royals         | ECHL        | 43  | 4  | 16 | 20  | 20  | 14 | 1 | 6 | 7  | 8  |
| 2016–17     | Reading Royals         | ECHL        | 58  | 4  | 20 | 24  | 40  | 6  | 0 | 2 | 2  | 6  |
| 2017–18     | Djurgårdens IF         | SHL         | 52  | 4  | 9  | 13  | 30  | 11 | 1 | 1 | 2  | 2  |
| 2018–19     | Djurgårdens IF         | SHL         | 50  | 3  | 9  | 12  | 51  | 19 | 0 | 8 | 8  | 10 |
| 2019–20     | Djurgårdens IF         | SHL         | 45  | 0  | 11 | 11  | 24  | —  | — | — | —  | —  |
| 2020–21     | Djurgårdens IF         | SHL         | 52  | 7  | 11 | 18  | 34  | 3  | 0 | 0 | 0  | 4  |
| 2021–22     | Linköping HC           | SHL         | 50  | 5  | 16 | 21  | 77  | —  | — | — | —  | —  |
| 2022–23     | Linköping HC           | SHL         | 50  | 0  | 8  | 8   | 20  | —  | — | — | —  | —  |
| 2023–24     | Linköping HC           | SHL         | 49  | 3  | 18 | 21  | 68  | 4  | 0 | 0 | 0  | 2  |
| 2024–25     | Rögle BK               | SHL         | 49  | 0  | 5  | 5   | 26  | 2  | 0 | 0 | 0  | 2  |
| SHL totalt  | SHL totalt             | SHL totalt  | 459 | 23 | 90 | 113 | 366 | 42 | 1 | 9 | 10 | 20 |
| ECHL totalt | ECHL totalt            | ECHL totalt | 101 | 8  | 36 | 44  | 60  | 20 | 1 | 8 | 9  | 14 |
| AHL totalt  | AHL totalt             | AHL totalt  | 75  | 3  | 7  | 10  | 47  | —  | — | — | —  | —  |

### Internationellt
| År            | Lag           | Turnering     | Matcher | Mål | Assists | Poäng | Utv. |
| ------------- | ------------- | ------------- | ------- | --- | ------- | ----- | ---- |
| 2012          | Sverige       | U18-VM        | 6       | 1   | 1       | 2     | 4    |
| 2014          | Sverige       | JVM           | 6       | 0   | 0       | 0     | 14   |
| Junior totalt | Junior totalt | Junior totalt | 12      | 1   | 1       | 2     | 18   |